# 斯尼阿巴鎮區 (密蘇里州傑克遜縣)
斯尼阿巴鎮區（英語：Sni-A-Bar Township）是位於美國密蘇里州傑克遜縣的一個行政鎮區。

## 地方資料
斯尼阿巴鎮區的面積為270.63平方千米，當中陸地面積為266.20平方千米，而水域面積為4.43平方千米。根據2020年美國人口普查的數據，當地共有人口94253人，而人口密度為每平方千米348.27人。